# Morvidus
Morvidus (Welsh: Morydd) was volgens de legende, zoals beschreven door Geoffrey of Monmouth, koning van Brittannië van 341 v.Chr. - 336 v.Chr. Hij was de buitenechtelijke zoon van koning Danius en diens minnares Tanguesteaia.
Hij was een heethoofd, maar desondanks meestentijds een vriendelijk en ruimhartig heerser. Gedurende zijn regering werd Northumberland aangevallen door de koning van de Moriani. Morvidus ging de strijd aan en versloeg de aanvallers. De krijgsgevangenen werden door Morvidus persoonlijk gedood, waarmee hij zijn bloeddorst stilde. Toen hij hierdoor wat vermoeid raakte, liet hij de resterende krijgsgevangenen villen en verbranden.
Later werd zijn land aan de westkust bedreigd door een monster dat uit de Ierse zee kwam. Morvidus bestreed het beest eigenhandig, en gebruikte daarbij elk wapen dat tot zijn beschikking was. Zonder resultaat, het monster greep Morvidus en vrat hem op.
De vijf zonen van Morvidus, Gorbonianus, Archgallo, Elidurus, Ingenius en Peredurus werden allen koning van de Britten, maar Gorbonianus was de eerste die hem opvolgde.